# 외교상기밀누설죄
외교상기밀누설죄(外交上機密漏泄罪)는 외교상 기밀을 누설한 경우에 처벌되는 범죄이다. 외교상의 기밀을 누설한 자는 5년 이하의 징역 또는 1천만원 이하의 벌금에 처한다.(형법 제113조 제1항) 누설할 목적으로 외교상의 기밀을 탐지 또는 수집한 자도 전항의 형과 같다.(제2항)

## 같이 보기
- 강효상
- 공무상비밀누설죄(형법 제127조)
- 군사기밀유출죄(군사기밀보호법 제13조)